# كاترين جونسون
كاترين جونسون (بالإنجليزية: Catherine Johnson)‏ هي كاتبة سيناريو ومؤلفة وكاتِبة بريطانية، ولدت في 14 أكتوبر 1957 في سوفولك في المملكة المتحدة.

## وصلات خارجية
- كاثرين جونسون على موقع IMDb (الإنجليزية)
- كاثرين جونسون على موقع ألو سيني (الفرنسية)
- كاثرين جونسون على موقع ميوزك برينز (الإنجليزية)
- كاثرين جونسون على موقع أول موفي (الإنجليزية)
- كاثرين جونسون على موقع قاعدة بيانات برودواي على الإنترنت (الإنجليزية)
- كاثرين جونسون على موقع قاعدة بيانات الأفلام السويدية (السويدية)
- كاثرين جونسون على موقع قاعدة بيانات الفيلم (الإنجليزية)
- كاثرين جونسون على موقع كينوبويسك (الروسية)